# Формузал, Михаил Макарович
Михаи́л Мака́рович Формуза́л (гаг. Mihail Formuzal; род. 7 ноября 1959, с. Бешгиоз, Чадыр-Лунгский район, Молдавская ССР, СССР) — молдавский политический и государственный деятель. Башкан (глава) АТО Гагаузия в Республике Молдова и член Правительства Республики Молдова по должности с 17 декабря 2006 по 14 апреля 2015 года. С 18 октября 2011 по 20 февраля 2016 года являлся председателем Партии регионов Молдовы.

## Биография
Михаил Формузал родился 7 ноября 1959 года в селе Бешгиоз (Чадыр-Лунга район) Молдавской ССР в многодетной семье крестьян. После окончания средней школы (1966—1977), в 1977 году был призван на военную службу в Военно-Морской Флот СССР.
В 1979 году Михаил Формузал поступил в высшее военное артиллерийское училище имени М. В. Фрунзе в Одессе (Украина), чей курс он окончил в 1983 году. Позже служил в Вооружённых Силах СССР на различных должностях. В ноябре 1994 года был отправлен в отставку в звании майора.
В 1995 году являлся заместителем примара города Чадыр-Лунга. В период 1995—1998 годы Михаил Формузал учился в Академии государственного управления при Правительстве Республики Молдова. В 1999 году был избран примаром города Чадыр-Лунга, позже переизбран в 2003 году.
Принимал участие в выборах башкана (главы) Гагаузии в 2006 и 2010 годах на которых одерживал победу. Был кандидатом на досрочных выборах 6 октября 2002 года на пост башкана Гагаузии, но из-за низкой явки избирателей (41,43 % избирателей, при должной 50 %), выборы были признаны недействительными. В мае 2005 года вступил в Народную Республиканскую Партию, являлся председателем политического совета партии. С 2004 по 2007 год возглавлял общественное движение «Единая Гагаузия».

## Башкан Гагаузии (2006—2015)
Михаил Формузал после избрания башканом Гагаузии, 19 декабря 2006 года заявил, что намерен конструктивно работать с центральными властями Республики Молдова. Михаил Формузал заявил также, что не будет критиковать или обвинять своих предшественников, однако закончит все проекты, начатые во время их мандатов.
В соответствии с законодательством, согласно окончательным официальным данным Центральной избирательной комиссии Гагаузии новый мандат башкана должен быть подтверждён Апелляционным судом Комрата. Позже, декретом президента, новый башкан должен быть назначен в качестве члена правительства. 22 декабря 2006 года Апелляционный суд Комрата подтвердил действительность результатов 2-х туров выборов башкана 3 и 17 декабря. Инаугурация нового башкана Гагаузии состоялась 29 декабря 2006 года в Доме культуры Комрата. Михаил Формузал начал конструктивно работать с Народным Собранием Гагаузии, большинство мест в котором занимали члены Партии коммунистов Республики Молдова. Декретом от 16 января 2007 года президента Республики Молдова Владимира Воронина, Михаил Формузал был утверждён в должности члена Правительства.
В 2010 году Михаил Формузал был переизбран башканом Гагаузии.
После ухода с должности башкана, Михаил Формузал продолжает активную общественную деятельность. Он стал учредителем Фонда стратегических инициатив Гагаузии.
Осенью 2014 года, в преддверии ноябрьских выборах в парламент, будучи одним из лидеров блока 3 партий и 10 общественных организаций «За Европейский союз», пообещал подписать соглашение об ассоциации Республики Молдова с ЕС.

## Награды
- Орден «Трудовая слава» (7 ноября 2009 года) — за долголетний плодотворный труд в органах публичного управления, вклад в проведение социально-экономических реформ и активную организаторскую деятельность[5].
- Почётная грамота Президента Российской Федерации (12 декабря 2010 года) — за большой вклад в развитие и укрепление российско-молдавского культурного сотрудничества[6].

## Личная жизнь

### Семья
Женат, имеет троих детей.